# Martín de la Puente
Martín de la Puente (n. 22 iunie 1999, Vigo, Galicia, Spania) este un sportiv ce a reprezentat Spania. A participat la competiții asociate Jocurilor Olimpice în care a câștigat o medalie de bronz.